# Gainesville Knights
I Gainesville Knights sono stati una franchigia di pallacanestro della WBA, con sede a Gainesville, in Florida, attivi dal 2004 al 2006.
Debuttarono a Raleigh nella Carolina del Nord, come Raleigh Knights nel 2004, terminando con un record di 12-8. Nei play-off persero in semifinale con i Southern Crescent Lightning.
Nel 2005 si trasferirono in Florida, cambiando denominazione. Finirono la stagione con un record di 8-16. Nei play-off persero al primo turno con i Cleveland Majic.
Nel 2006, dopo 7 partite, e un record di 1-6, fallirono e non vennero inseriti nella classifica finale.

## Stagioni
| Stagione | Lega | Denominazione       | V  | P  | %    | Piazzamento | Play-off    |
| -------- | ---- | ------------------- | -- | -- | ---- | ----------- | ----------- |
| 2004     | WBA  | Raleigh Knights     | 12 | 8  | 55,5 | 3º          | Semifinali  |
| 2005     | WBA  | Gainesville Knights | 8  | 16 | 33,3 | 4º          | Primo turno |
| 2006     | WBA  | Gainesville Knights | 1  | 6  | 14,3 | -           | -           |